# Cắt đùi đỏ
Cắt đùi đỏ (Accipiter erythropus) là một loài chim trong họ Accipitridae.
Loài này sinh sống ở châu Phi. Nó được tìm thấy trong Angola, Bénin, Burkina Faso, Cameroon, Cộng hòa Trung Phi, Cộng hòa Congo, Cộng hòa Dân chủ Congo, Bờ Biển Ngà, Gabon, Gambia, Ghana, Guinea, Guinea-Bissau, Liberia, Nigeria, Rwanda, Sénégal, Sierra Leone, Togo, Uganda.